# SN 2009az
SN 2009az – supernowa odkryta 20 marca 2009 roku w galaktyce UGC 6036. W momencie odkrycia miała maksymalną jasność 19,30m.